# М-57 минобацач
М-57 је југославенски минобацач за ватрену подрушку кратког домета, уведен је у оперативну употребу 1957. године. Данас се користи у војскама држава насталих распадом Југославије. Израђен је по угледу на амерички модел М2. За потребе ЈНА производио се у предузеће БНТ "Братство" Нови Травник, а данас се производи у фабрици Прва петолетка - Трстеник, и још увек је у оператвивној употреби војске, у њеним специјалним бригадама.

## Опис
Употребљава се за неутралисање и уништавање живе силе на даљинама до 1200 m, ватрених средстава ван заклона и у лаким заклонима до 1000 m. Гађање врши убацном путањом. Врло је погодан за гађање циљева на задњим нагибима. Поред тога, минобацач се употребљава за рушење жичаних препрека као и за заслепљивање осматрачница и ватрених тачака. Мала тежина минобацача, могућност брзог пребацивања без растављања, лако преношење од стране послуге, вертикална путања, брзина гађања, мало растурање и јако дејство, омогућују му да увек благовремено прати и даје подршку пешадији у свим фазама и условима борбе.
Стрмина путање (угао нагиба) као и мали простор који минобацач заузима у борбеном положају, дозвољава да се минобацач може поставити у дубоке заклоне (лек од бомби) у којима га непријатељ не може лако пронаћи и гађати. С обзиром на те особине, минобацач може да туче све циљеве на задњим нагибима и у дубоким заклонима, које не могу да гађају оруђа са положеном путањом.
Променом броја допунских пуњења (од првог до четвртог) и пројеном елевационог угла од 45 до 85º може се достићи домет од 74 до 1690 m.
При испаљивању цев се услед притиска барутних гасова помера уназад и утискује подлогу минобацача у земљу. Да двоножац са нишанском справом не би трпео услед трзања цеви минобацача, минобацач има амортизере, чије опруге ублажавају дејство трзања на ножицама.
Минобацач има нишанску справу НСБ-1, која служи за узимање елемената потребних за нишањење и гађање. Нишанска справа НСБ-1 има поделу у хиљадитим деловима вредности 1/6000 обртних кругова. Сваки минобацач снабдевен је прописаним комплетом резервних делова, алата и прибора. На краћим растојањима минобацач се транспортује преношењем без растављања од стране послужиоца и по два минобацача заједно са минама.

## Борбена употреба
- Ови минобацачи активно су коришћени у сукобима на просторима бивше Југославије.
- Руске снаге ДНР запленили су минобацач М57 60мм у борбама у Маријупољу 2022.[2]

## Тактичко-технички подаци
- Калибар цеви: 60 mm
- Дужина цеви651 mm
- Вертикално поље дејства 45-85 º
- Хоризонтално поље дејства лево и десно без премештања ножица 7 º
- Тежина цеви са задњим делом 5,50 kg
- Тежина подлоге 4,40 kg
- Тежина двоношца 8,85 kg
- Тежина нишанске справе са кутијом 1,80 kg
- Тежина РАП-а 3,30 kg
- Тежина оруђа са нишанском справом 19,70 kg
- Брзина гађања 25-30 мина у минуту
- Најмања даљина гађања 74 m
- Највећа даљина гађања 1690 m
- Почетна брзина са основним пуњењем 68 m/s
- Почетна брзина гађања са највећим пуњењем 159 m/s
- Највећи притисак барутних гасова у цеви 220–250 kg/cm³
- Тежина тренутне мине 1,35 kg
- Број пуњења: основно и 4 допунска[3]